# 沼津情報・ビジネス専門学校
沼津情報・ビジネス専門学校（ぬまづじょうほう・びじねすせんもんがっこう）は、静岡県沼津市にある静岡理工科大学系列の工業専門課程、商業実務専門課程の専門学校。

## 所在地
- 静岡県沼津市西条町17−１−１７−６

## 沿革
- 1983年 - 沼津情報専門学校を開校。コンピュータ科を開設。
- 1995年 - 卒業生に専門士を付与することが認められる。マルチメディア科開設。
- 1998年 - OAインストラクタ科開設。
- 2002年 - OAインストラクタ科を医療事務OA科に改称。
- 2004年 - コンピュータ科に、ネットワークプログラムコース、情報処理コース、Javaプログラムコース、パソコン事務コースを設ける。
- 2005年 - 工業分野に加えて、商業実務分野を追加する。医療事務OA科を医療事務科と改称し商業実務分野に配置。
- 2006年 - コンピュータ科Javaプログラムコース廃止。
- 2007年 - マルチメディア科を発展的に解消し、ゲームクリエイト科、CGクリエイト科、グラフィクデザイン科、CADデザイン科を開設。コンピュータ科パソコン事務コースを発展的に解消し、ビジネス科を開設。
- 2008年 - 公務員専攻科（一年制）、キャリアライセンス科（一年制）を開設。

## 学科・コース
- コンピュータ科
- ゲームクリエイト科（3年制）
- CGクリエイト科（3年制）
- グラフィックデザイン科
- CADデザイン科
- ビジネス科
- 医療事務科
- 公務員専攻科（1年制）
- キャリアライセンス科（1年制）
- 製菓・製パン科